# Стадіон імені Ернеста Поля
«Стадіон імені Ернеста Поля», також відомий як «Арена Забже» (через маркетингову назву) (пол. «Stadion im. Ernesta Pohla», «Arena Zabrze») — футбольний стадіон у місті Забже, Польща, домашня арена місцевого футбольного клубу «Гурник».
Стадіон відкритий 1934 року під назвою «Адольф Гітлер Кампфман». У 1946 році, по завершенні Другої світової війни, арену було перейменовано на «Стадіон Гурника». У кінці 1950-х років стадіон було розширено, після чого його місткість становила 35000 глядачів. На межі 1960-х та 1970-х років арена була обладнана системою штучного освітлення, яку в 1988 році було модернізовано. У 2004 арені присвоєно ім'я легендарного польського футболіста Ернеста Поля, який виступав за «Гурник».
У 2011 році розпочалася капітальна реконструкція арени з кількох етапів, в результаті якої було зведено нову конструкцію арени та встановлено нові глядацькі трибуни місткістю 24 563 глядачі, які були здані в експлуатацію у 2016 році. Споруджено пункти громадського харчування і туалети, бізнес-клуб, VIP-ложу та технічні і складські приміщення. У тому ж році стадіон отримав маркетингову назву «Арена Забже». Після завершення робіт арена відповідатиме всім вимогам Екстракляси та УЄФА. Реконструкцію планується завершити до кінця 2017 року, в результаті чого буде досягнуто потужності 31 871 глядач за рахунок спорудження нової трибуни.